# Casilhac (Erau)
Casilhac (en francès Cazilhac) és un municipi occità del Llenguadoc, situat al departament de l'Erau i a la regió d'Occitània.